# 火焰法庭
火焰法庭（法語：La Chambre ardente）是十六、十七世纪间，法国创立的一种特别法庭，主要用来审讯异端分子。该法庭可能得名于法庭开庭时，不论日夜，四周都遮以黑布，仅以火焰照明，或者暗示被審判者多数处以火刑。该法庭最早在1535年弗朗索瓦一世治下由洛林的樞機创建。弗朗索瓦一世首创将该法庭異端裁判所协同运作，大力迫害异端分子。
法王亨利二世的统治因采用此法庭对雨格诺派的残酷迫害而臭名昭著。